# Mercado hipotecario
El mercado hipotecario es un marco regulatorio estricto dentro del cual, y bajo su disciplina, se formalizan, sustentan y transmiten los préstamos y créditos garantizados con primera hipoteca sobre bienes inmuebles.
Las condiciones financieras y de valoración de bienes gravados, para formalizar estas hipotecas, no son iguales a las del mercado libre sino limitativas, ya que se exigen una serie de requisitos previos, con el fin de constatar que los inmuebles hipotecados en el marco legal del Mercado Hipotecario tienen un valor de realización cierto, y por un montante que permite la recuperación forzosa del crédito garantizado.

## Requisitos
Normalmente se resumen en tres. Uno, el de la clase de derecho que sobre el que ha de recaer la hipoteca, que debe ser sobre el pleno dominio de la totalidad de la finca. Otro, el valor de tasación del bien hipotecado, que habrá de efectuarse certificado por una sociedad de tasación registrada y legalizada que informe en términos ceñidos a la normativa especial establecida al efecto. Y otro que la razón aritmética entre el valor de tasación y el crédito garantizado (ratio préstamo-valor) sea inferior a la unidad (normalmente de 0,7 o 0,8).

## Regulación en España
El Mercado Hipotecario se regula en España, de manera fundamental, en la Ley 2/1981, de 25 de marzo, Reguladora del Mercado Hipotecario, y el Real Decreto 685/1982, de 17 de marzo, por el que se desarrollan determinados aspectos de la Ley 2/1981, de 25 de marzo, de regulación del mercado hipotecario, que ha sido posteriormente modificado por el Real Decreto 692/1996, de 26 de abril, sobre el régimen jurídico de los establecimientos financieros de crédito, y el Real Decreto 775/1997, de 30 de mayo, sobre el régimen jurídico de homologación de los servicios y sociedades de tasación. Son, no obstante, muchas las modificaciones posteriores de una y de otros, siendo la última y más significativa la operada por la Ley 41/2007, de 7 de diciembre.

## Enlaces
- Asociación Hipotecaria Española
- Banco de España. Normativa Mercado Hipotecario
- Ley Reguladora del Mercado Hipotecario (España) (enlace roto disponible en Internet Archive; véase el historial, la primera versión y la última).
- Instituto de Crédito Territorial (Colombia)

- Datos: Q6010650